# دیم (استان آمور)
دیم (به لاتین: Dim) یک منطقهٔ مسکونی در روسیه است که در استان آمور واقع شده‌است.